# دائرة الريف
دائرة الريف هي إحدى الدائرتين المكونة لإقليم الدريوش وتقع في جهة الغرب من الإقليم.
تضاريس المنطقة جبلية مع وجود أراضي منخفضة وفلاحية كسهل النكور وتتوفر أيضا على شاطئ بحر الأبيض المتوسط، كشاطئ سيدي أدريس وشاطئ سيدي عبد الرزاق وشواطئ أخرى. تتكون دائرة الريف من خمسة قيادات وهي كالتالي:
- قبيلة آيت توزين
  - 1: قيادة بني توزين
    - جماعة إفرني
    - جماعة تفرسيت
    - جماعة أزلاف
    - جماعة تسافت

  - 2: قيادة إجرمواس
    - جماعة إجرمواس
- قبيلة آيت أوليشك
  - 3: قيادة بني أوليشك
    - جماعة تليليت
    - جماعة وردانة
    - جماعة أمهاجر
- قبيلة تمسمان
  - 4: قيادة تمسمان
    - جماعة تمسمان
    - جماعة أولاد أمغار
    - جماعة بني مرغنين
    - جماعة بودينار

  - 5: قيادة تروكوت
    - جماعة تروكوت

## تاريخ
في نوفمبر 2022، قسمت دائرة الريف إلى قسمين، دائرة الريف الشمالية و دائرة الريف الجنوبية.